# کوه مری بارکلی
کوه مری بارکلی (به انگلیسی: Mary Barclay's Mountain) یک کوه در کانادا است که در آلبرتا واقع شده‌است. کوه مری بارکلی ۲٬۲۶۰ متر بالاتر از سطح دریا واقع شده‌است.